# Aglais milberti

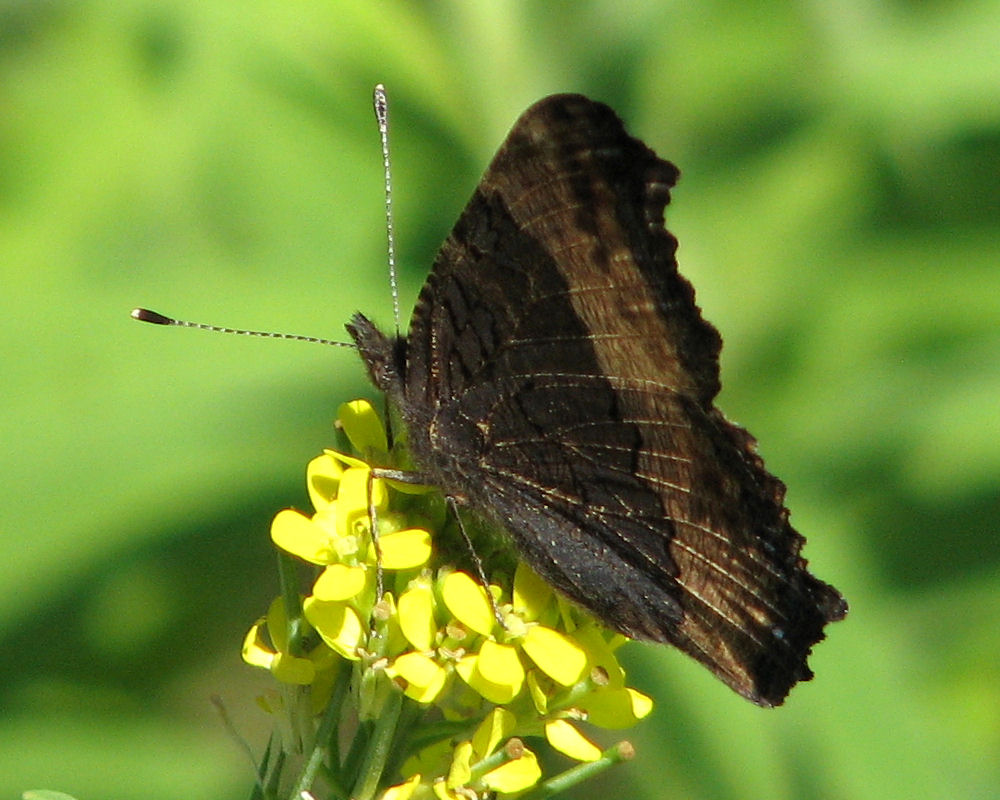
Aglais milberti, Unterseite

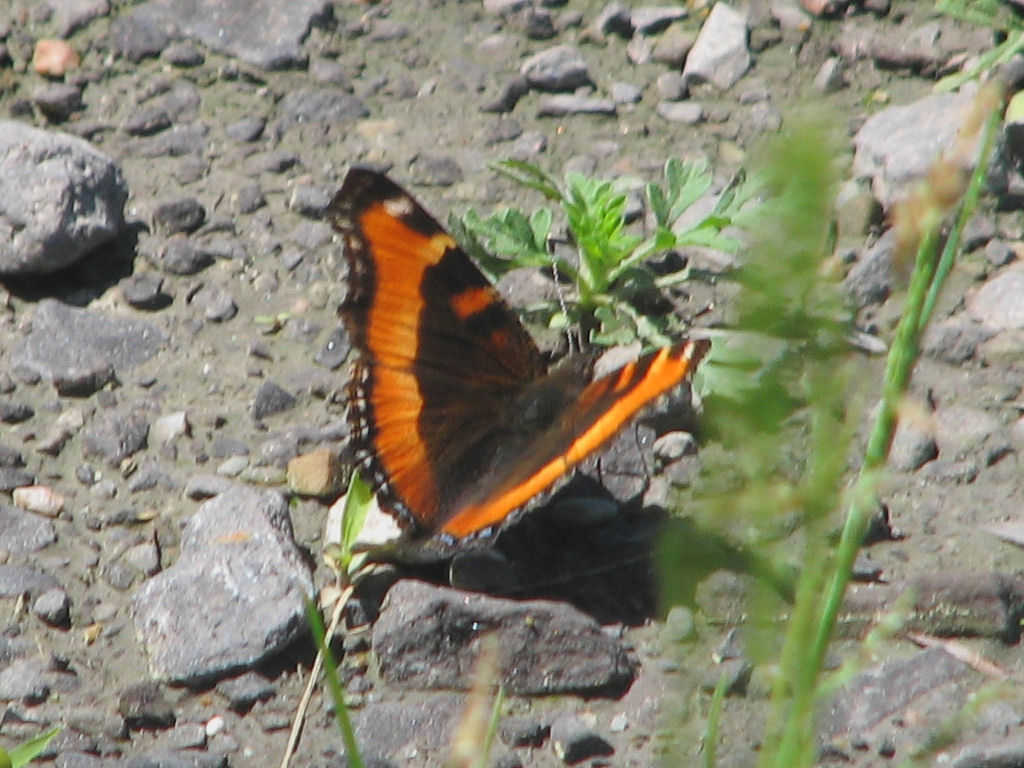
Falter in Ruhestellung am Boden

Aglais milberti (Syn.: Nymphalis milberti) ist ein Schmetterling (Tagfalter) aus der Familie der Edelfalter (Nymphalidae). Das Epitheton ehrt den französischen Naturwissenschaftler Jacques-Gérard Milbert.

## Merkmale

### Falter
Die Flügelspannweite der Falter beträgt 42 bis 63 Millimeter. Der Flügelaußenrand ist gezackt. Die Grundfarbe der Oberseite aller Flügel zeigt eine Zweiteilung. Die Basal- und Diskalregion sind schwarzbraun, die Postdiskal- und Submarginalregion sind orangegelb bis orangerot. Am Vorderrand der Diskalregion befinden sich zwei orangebraune Flecke, in der Postdiskalregion ein schwarzbrauner Fleck und in der Nähe des Apex ein hellblauer Fleck. Der Saum beider Flügelpaare ist dunkelbraun und auf den Hinterflügeln mit blauen Flecken gefüllt. Die Flügelunterseite zeigt eine abwechselnd dunkel- und hellbraune Grundfarbe, es fehlen bunte Zeichnungselemente.

### Ei, Raupe, Puppe
Das blass gelbliche Ei ist mit vielen Rippen versehen. Erwachsene Raupen sind schwarz, fein weiß gefleckt und besitzen gelbe Seitenlinien, rötliche Flecke, gelbliche Haare sowie schwärzliche Dornen. Die Stürzpuppe hat meist eine hellbraune Farbe, schimmert golden und zeigt eine Spitze am Rücken sowie deren zwei am Kopf. Zuweilen kommen auch fast schwarze Puppen vor.

## Verbreitung und Vorkommen
Das Verbreitungsgebiet der Art umfasst einen breiten Gürtel der mittleren und nördlichen Bundesstaaten der USA sowie weite Teile Kanadas. In Colorado wandern die Falter auch in höhere gebirgige Lagen, in denen sie sich aber nicht fortpflanzen, da dort die Nahrungspflanzen fehlen. Aglais milberti besiedelt bevorzugt offenes, teilweise sumpfiges Gelände und Waldränder.

## Lebensweise
Die Falter fliegen je nach den klimatischen Bedingungen in ein bis drei Generationen pro Jahr. Deren letzte überwintert als Falter. Sie fliegen in schnellem Fluge im Sonnenschein, saugen Nektar an Blüten, zuweilen auch Baumsäfte und ruhen gerne auf steinigem Untergrund. Die Weibchen legen mehrere hundert Eier in Gruppen auf der Unterseite der Blätter der Nahrungspflanze ab. Junge Raupen leben zunächst gesellig in einem versponnenen, nestartigen Gebilde an der Spitze der Nahrungspflanze. Erwachsene Raupen leben einzeln und verstecken sich zuweilen in einem gerollten und versponnenen Blatt. Sie ernähren sich von Brennnesselgewächsen (Urticaceae).

## Unterarten
Neben der Nominatform Aglais milberti milberti werden folgende Unterarten unterschieden:
- Aglais milberti furcillata
- Aglais milberti pullum
- Aglais milberti viola

## Belege